# Slack (oprogramowanie)
Slack – darmowa w wersji podstawowej usługa internetowa oparta na chmurze, zawierająca zestaw narzędzi i usług służących współpracy zespołowej, stworzona w oparciu o platformę programistyczną Electron. Aplikacja pełni rolę komunikatora internetowego umożliwiającego komunikację tekstową oraz głosową wraz z możliwością wysyłania multimediów.